# Панъевропейский союз

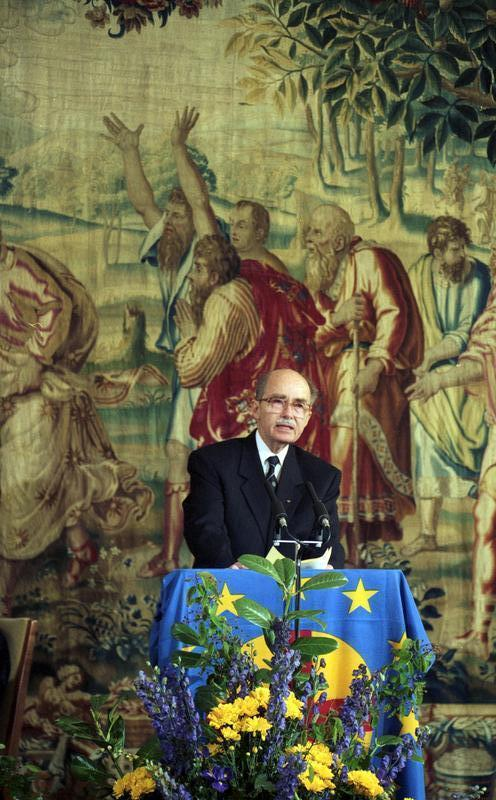
Отто фон Габсбург-Лотарингский, Международный президент Панъевропейского союза (1973—2004)

Панъевропейский союз — общественное движение, направленное на объединение всех европейцев в единый европейский альянс, который способен эффективно продвигать свои интересы и идеалы в мире.
Панъевропейский союз заявляет, что он является сторонником европейского патриотизма, торжества национальных идентичностей всех европейцев. Принимая во внимание взаимозависимость и общемировые вызовы, только сильная Европа, которая является политически объединённой, может гарантировать будущее для её народов и этнических сообществ.

## История
Панъевропейский союз основан Рихардом Куденхове-Калерги в Вене. Отдельные национальные организации Панъевропейского союза создавались в европейских странах в середине 1920-х годов. Свою задачу Союз видит в европейской интеграции, политическом и экономическом объединении европейских народов на равноправной демократической основе и на базе общих для европейцев христианских ценностей.
Свою деятельность Союз осуществляет в рамках различных европейских политических структур, включая Европейский парламент. В уставе Панъевропейского союза указано, что данная организация является независимой от политических партий и движений. Символом организации служит красный крест (христианство) на золотом круге (солнце эллинской мудрости). Позднее золотой круг окружили 12 звезд, что послужило прообразом эмблемы Евросоюза.
В 1923 году в Вене вышел манифест Рихарда Куденхове-Калерги «Пан-Европа», призывающий к объединению Европы перед лицом угроз, подстерегающих Европу: новой мировой войны, экономической гегемонии США, экспансии большевизма.
Идеи Куденхове-Калерги сразу нашли отклик в кругах европейских интеллектуалов. В 1924 году вышел первый номер регулярного журнала «Пан-Европа» — официального печатного органа Панъевропейского союза. В октябре 1926 года в Вене состоялся Первый конгресс панъевропейского движения, в котором приняли участие 2000 представителей 24 народов Европы, а Куденхове-Калерги был избран Международным президентом. В 1927 году его почетным президентом стал французский министр иностранных дел Аристид Бриан, заслугой которого можно считать созданный им проект «Пан-Европа» по объединению европейских народов. На заседании Лиги наций 5 сентября 1929 года в Женеве был поставлен вопрос о создании Федерации европейских народов. Осуществить эту идею помешал охвативший Европу экономический кризис.
В мае 1930 года в Берлине прошел Второй, а в октябре 1932-го в Базеле — Третий панъевропейский конгресс, на котором Куденхове-Калерги выдвинул тезис о непримиримом отношении к Гитлеру и Сталину. В 1933 году панъевропейская литература в Германии была запрещена и сожжена (объединение Европы, по мнению нацистов, привело бы к недопустимому «смешению рас»). Организация переместилась в Австрию.
1935 году в Венском парламенте прошло заседание Четвёртого панъевропейского конгресса, посвященное борьбе с национал-социализмом. В марте 1938 году, после аншлюса Австрии, нацисты разгромили секретариат Панъевропейского союза в Вене, а Р. Куденхове-Калерги был вынужден бежать в Швейцарию. В 1940 году он эмигрировал в Нью-Йорк, где в марте 1943 года состоялся Пятый конгресс пан-Европы.
19 сентября 1946 года Уинстон Черчилль произнес в Цюрихском университете речь, посвященную необходимости создания Соединенных Штатов Европы, текст которой был подготовлен совместно с Рихардом Куденхове-Калерги.
После Второй мировой войны Рихард Куденхове-Калерги стремится привлечь к процессу объединения Европы Уинстона Черчилля и Шарля де Голля, выступает за освобождение народов Центральной и Восточной Европы от советской оккупации и более тесное экономическое и политическое объединение свободных европейских государств. Одновременно он остро критикует узко экономическую и технократическую направленность европейской послевоенной интеграции. Европейские социалисты обвиняют панъевропейское движение в правом консерватизме, христианской направленности и монархизме. Особую неприязнь вызывает у них резкое неприятие панъевропейцами социализма и коммунизма.
В 1965 году Рихард Куденхове-Калерги слагает с себя функции почетного президента и проводит реорганизацию Панъевропейского союза при участии международного генерального секретаря организации Витторио Понса.
В 1973 году по предложению президента Франции Жоржа Помпиду Международным президентом Панъевропейского союза избирается Отто фон Габсбург, который в 1979 году принимает участие в первых прямых выборах в Европарламент.
В годы холодной войны Панъевропейский союз поддерживает оппозиционные движения стран Восточной Европы, отделения Союза в этих странах способствуют падению коммунистического режима. 19 августа 1989 года в Шопроне состоялся исторический «панъевропейский пикник». После распада социалистического блока в Панъевропейский союз вступает Венгрия (1989 год), отделения союза создаются в Чехии, Словакии, Польше, Румынии, Хорватии. В декабре 1990 года в Праге прошло генеральное собрание Панъевропейского союза, в котором приняли участие 400 делегатов от 26 больших и малых европейских народов. В апреле 2002 года в Вене и Братиславе состоялся Панъевропейский конгресс, посвященный 80-летию основания Союза.

## Панъевропейский союз сегодня
Руководство союзом осуществляет президиум, состоящий из председателя, четырёх заместителей председателя и девяти членов. В настоящее время президентом Панъевропейского союза является Алан Теренуар, Отто фон Габсбург-Лотарингский занимал до 4 июля 2011 года пост почётного президента.
Члены:
- (Западная Европа)
  - «Панъевропа» Бельгии (Paneurope belgique);
  - Панъевропейский союз Германии (Paneuropa-Union Deutschland);
  - «Панъевропа» Франции (Pan Europe France);
  - Люксембургский комитет Панъевропейского союза (Comité luxembourgeois de l'Union paneuropéenne);
  - Панъевропейское движение Австрии (Paneuropa-Bewegung Österreich);
  - «Панъевропа» Швейцарии (Paneurope Suisse);
- (Южная Европа)
  - [[«Панъевропа» Италии (Paneuropa Italia);
  - [[«Панъевропа» Португалии (Paneuropa Portugal);
  - Испанский комитет паневропейского союза (Comité Español por la Unión Paneuropea);
- (Северная Европа)
  - Панъевропейский союз Финляндии (Paneurooppa-Unioni lyhyesti);
  - Шведская панъевропейская ассоциация (Svenska Paneuropaföreningen);
- (Восточная Европа)
  - Панъевропейский союз Боснии и Герцеговины (Paneuropska unija Bosne i Hercegovine);
  - Панъевропейский союз Албании (Lëvizja Europiane në Shqipëri);
  - «Панъевропа» Болгарии (PanEuropa Bulgaria);
  - Эстонский панъевропейский союз (Paneuroopa Eesti Ühendus);
  - Хорватский панъеврпейский союз (Hrvatska paneuropska unija);
  - Латвийский панъевропейский союз (Latvijas Paneiropas Ūnija);
  - Черногорский панъевропейский союз (Montenegrin Pan-European Union);
  - Панъевропейский союз Македонии (Panevropska unija na Makedonija);
  - Панъевропейский союз Польши (Unia Paneuropejska);
  - Панъевропейский союз Румынии (Uniunea Paneuropa-România);
  - «Панъевропа» Сербии (Panevropa Srbija);
  - Панъевропейский союз Словении (Paneurópska únia na Slovensku);
  - Панъевропейский союз Чехии и Моравии (Panevropská unie Čech a Moravy);
  - Венгерский панъевропейский союз (Magyar Páneurópa Unió).
- (карликовые государства)
  - «Панъевропа» Андорры (Paneuropa Andorra);
  - «Панъевропа» Сан-Марино (Paneuropa San Marino)[1];

В 2013 году был учреждён Панъевропейский союз России (Associasion Paneurope Russie), ныне недействующий.